# Eumichtis margarita
Eumichtis margarita är en fjärilsart som beskrevs av Butler 1882. Eumichtis margarita ingår i släktet Eumichtis och familjen nattflyn. Inga underarter finns listade i Catalogue of Life.